# Purmerland
Purmerland est un village situé dans la commune néerlandaise de Landsmeer, en province de Hollande-Septentrionale. Le 1er janvier 2008, le village comptait 401 habitants.

## Histoire
Jusqu'au 1er janvier 1991, Purmerland faisait partie de la commune d'Ilpendam. Lors du rattachement de celle-ci à Waterland, Purmerland passe sous le contrôle de Landsmeer.
De 1538 à 1582, la Maison d'Egmond dirigea le village, puis, de 1678 à 1870, ce fut la Maison de Graeff, une importante famille d'Amsterdam. Le château d'Ilpenstein, construit vers 1622, et ses habitants ont joué un rôle important dans le développement de la région autour de la région Waterland.